# 聖卡洛斯河 (哥斯達黎加)

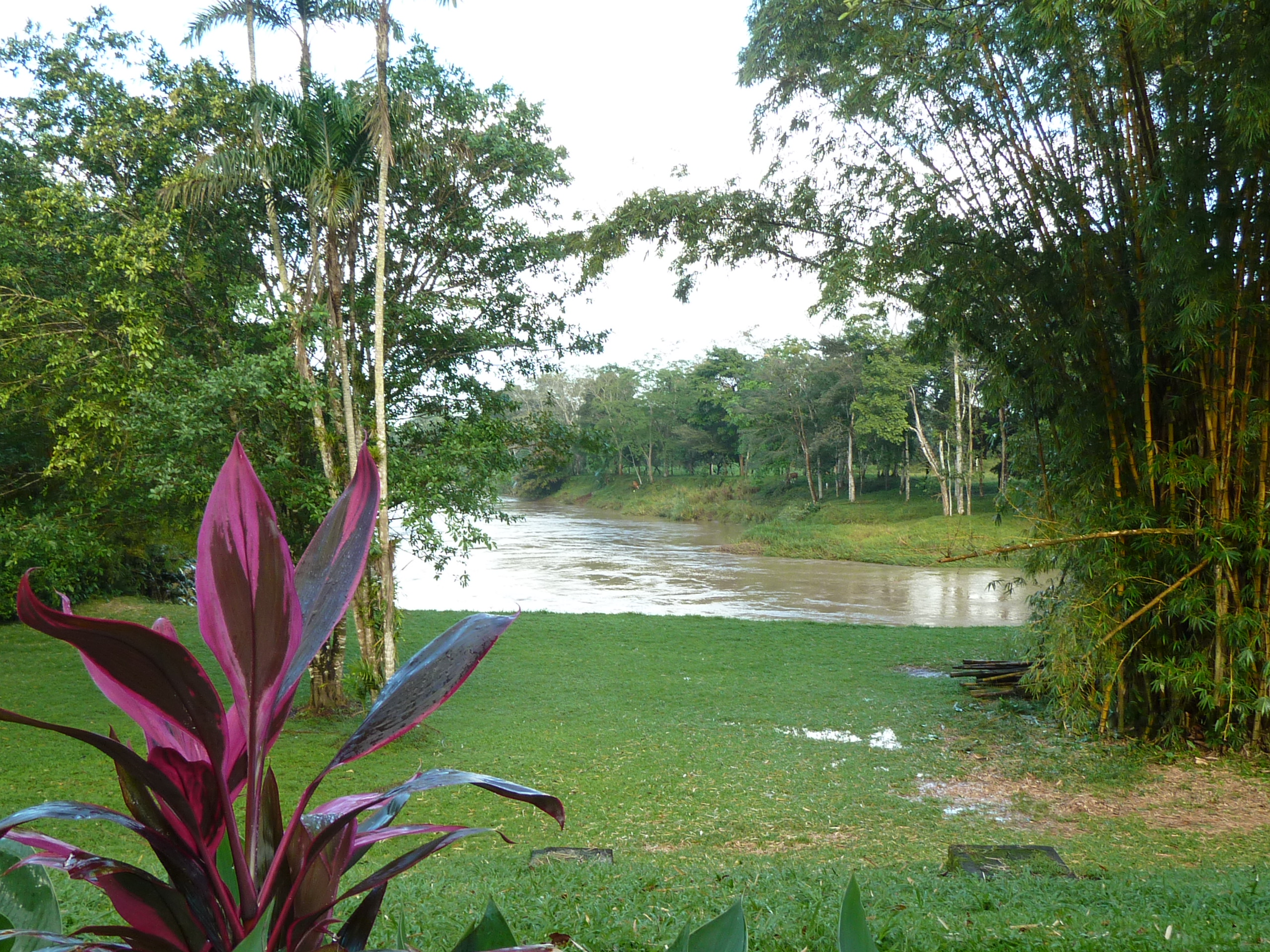

10°47′03″N 84°11′49″W / 10.7843°N 84.1969°W
聖卡洛斯河（西班牙語：Río San Carlos），是哥斯達黎加的河流，位於該國西北部阿拉胡埃拉省，屬於聖胡安河的支流，河道全長142公里，流域面積3,100平方公里，該河地區種植大米、玉米、豆類、蔗糖和菠蘿。